# Шолданештський район
Шолданештський район або Шолданешть (рум. Şoldăneşti) — район у північно-східній Молдові. Адміністративний центр — Шолданешти.
Національний склад населення згідно з Переписом населення Молдови 2004 року.
| етнічна група       | кількість осіб | Частка, %  |
| ------------------- | -------------- | ---------- |
| молдовани румуни    | 40 354 299     | 95,56 0,71 |
| українці            | 1 055          | 2,50       |
| росіяни             | 376            | 0,89       |
| цигани              | 74             | 0,18       |
| болгари             | 14             | 0,03       |
| ґаґаузи             | 9              | 0,02       |
| євреї               | 2              | 0,01       |
| поляки              | 0              | 0,00       |
| інші національності | 44             | 0,10       |
| Всього              | 42 227         | 100        |